# Laviolette-Brücke
Die Laviolette-Brücke (französisch pont Laviolette) ist eine Autobahnbrücke über den Sankt-Lorenz-Strom, die Trois-Rivières in der kanadischen Provinz Québec mit der gegenüberliegenden MRC Bécancour verbindet.
Sie führt die Autoroute 55 über den Strom und verbindet damit die Autoroute 40 nördlich und die Autoroute 20 südlich des Stroms. Als einzige Brücke zwischen Montreal und Québec reicht ihre Bedeutung für den Verkehr weit über die Umgebung von Trois-Rivières hinaus. Rund 32.000 Fahrzeuge (Stand 2006) benutzen sie täglich. Fußgänger und Radfahrer sind nicht zugelassen.
Sie wurde in den Jahren 1964 bis 1967 gebaut und nach dem Gründer von Trois-Rivières, dem Sieur de Laviolette benannt. In den Jahren 2005 bis 2008 wurde sie grundlegend renoviert.
Die Brücke ist innen 10,2 m breit und  hat je zwei Fahrspuren pro Richtung, die in der Mitte und an den Rändern durch Betonschutzwände abgegrenzt sind. Sie ist insgesamt 2702 m lang.  Die eigentliche Stahlbrücke ist 1375 m lang. Ihre 335 m weite Hauptöffnung hat die Form eines großen Fachwerkbogens, ist konstruktiv aber eine Gerberträgerbrücke, der aus einem Einhängeträger mit 269 m und zwei Kragarmen von je 33 m Stützweite besteht. Das Brückendeck ist mit Stahlseilen an der Fachwerkstruktur des Bogens angehängt. Die Stahlseile haben Durchmesser zwischen 52 mm und 76 mm. Die lichte Höhe der Hauptöffnung beträgt 52 m. Die Seitenöffnungen sind als Fachwerk-Hohlkästen ausgeführt.
Die insgesamt 1327 m langen Vorlandbrücken bestehen aus einer Betonplatte auf stählernen Vollwandträgern, die von portalförmigen Stahlbetonstützen getragen werden.
Die Brücke hat zwischen den Widerlagern insgesamt 34 Pfeiler. Die vier zentralen Strompfeiler sind durch Schiffsabweiser in Form künstlicher Inseln aus Felsbrocken vor dem Anprall von Schiffen geschützt.